# Raymond de Saussure
Raymond de Sausure (ur. 2 sierpnia 1894 w Genewie, zm. 29 października 1971 w Genewie) – szwajcarski psychoanalityk. Syn Ferdinanda de Saussure'a, wnuk Henriego de Saussure'a.
W 1955, wraz z Marcem Cramerem i innymi założył w Genewie Muzeum Historii Nauki. Był też założycielem Europejskiej Federacji Psychoanalityków, której prezesem pozostał do śmierci.